# Magyar Fruzsina
Magyar Fruzsina (Budapest, 1954. március 11. –) magyar dramaturg, Mécs Imre özvegye.

## Életrajz
1977-ben Pécsett kezdte pályafutását, majd egy évig Kecskeméten dolgozott. Már az egyetemi évei alatt fordított, számos interjút készített újságoknak, a Rádiónak. 1979–től 1984-ig a szolnoki Szigligeti Színháznál dolgozott mint dramaturg, ezután politikai okokból évekig nem szerződtethették színházak, végül 1989-ben a Nemzeti Színházhoz került. Később a József Attila Színháznál, a Thália Színháznál, majd hosszú ideig a Budapesti Kamaraszínháznál dolgozott. Dramaturgiai munkáiban megnyilvánul a pontos kidolgozottság és a szakmai hozzáértés. Tíz éven át OKJ-s filmes és animációs képzésben tanított dramaturgiát. 

## Családja
Apai nagyapja Magyar Elek újságíró, ükapja Szemere Bertalan miniszterelnök. Édesapja Magyar Bálint színházigazgató, színház- és filmtörténész, édesanyja Siklós Olga dramaturg, rádiórendező, testvére Magyar Bálint politikus, szociológus. Férje Mécs Imre villamosmérnök, húsz éven át országgyűlési képviselő. Öt gyermekük van: Máté, Anna, Bálint, János, Dávid.

## Filmjei
- Gyanú (magyar játékfilm, 2003) forgatókönyvíró
- A boldogság színe (magyar filmdráma, 2003) konzultáns
- Ég veled! (magyar-kanadai-olasz filmdráma, 2005) konzultáns
- A vágyakozás napjai (magyar-francia játékfilm, 2009) konzultáns

## Színházi munkái
Magyar Fruzsina színházi dramaturgi munkái
Jurij Trifonov, Jurij Ljubimov: Csere (r.: Jurij Ljubimov, 1979)
Horváth Péter: Kamarambó, a senki fia (r.: Ivánka Csaba, 1979)
Alfred Jarry: A láncra vert Übü (r.: Paál István, 1979)
Jaroslav Hašek, Verebes István: Az út avagy Svejk, a derék katona (r. Szurdi Miklós)
Reginald Rose: Tizenkét dühös ember (r. Árkosi Árpád, 1980)
Harold Pinter: A születésnap (r.: Paál István, 1980)
Eugene O’Neill: Amerikai Elektra (r.: Szurdi Miklós)
Madách Imre: Az ember tragédiája (r.: Paál István, 1981)
Nicola Manzari: Pablito nővérei (r. Árkosi Árpád, 1981)
Mati Unt: A halál árát a halottaktól kérdezd (r.: Mikk Mikiver, 1981)
William Shakespeare: Hamlet, dán királyfi (r.: Paál István, 1981)
Jiří Menzel: A három megesett lány esete (r.: Árkosi Árpád, 1982)
Friedrich Dürrenmatt: A nagy Romulus (r.: Árkosi Árpád, 1982)
Carl Sternheim: A kazetta (r. Csizmadia Tibor, 1982)
A.A. Milne: Micimackó (r.: Kőmíves Sándor, 1982)
Fejes Endre: Vonó Ignác (r.: Csizmadia Tibor, 1983)
Arthur Miller: Az ügynök halála (r.: Árkosi Árpád, 1983)
Peter Hacks: Amphitryon (r.: Nagy Sándor Tamás, 1983)
Euripidész: Médeia (r.: Koós Olga, 1983)
Örkény István: Pisti a vérzivatarban (r. Jeney István1983)
Caragiale: Az elveszett levél (r.: Árkosi Árpád, 1984)
Eörsi István: Tragédia magyar nyelven Szophoklész Antigonéjából (r.: Csiszár Imre, 1989)
Ibsen: Peer Gynt (r.: Csiszár Imre, 1991)
Örkény István: Kulcskeresők (r.: Csiszár Imre, 1993)
Mann-Mnouchkine-Dobai-Szabó alapján a szövegkönyvet írta: Mefisztó (r.: Csiszár Imre, 1994)
Goldoni: Mirandolina (r.: Zubornyák Zoltán, 1996)
Fejes Endre: Rozsdatemető (r.: Csiszár Imre, 1996)
Kiss Csaba: Animus és anima (r.: Tordy Géza, 1997)
Wedekind: A tavasz ébredése (r.: Gergely László, 1998)
Beaumarchais: Figaro házassága (r.: Zubornyák Zoltán, 1999)
Mario Vargas Llosa: Rossz nő (r.: Gárdos Péter, 1999)
Szakonyi Károly: Életem, Zsóka! (r.: Csiszár Imre, 1999)
Schiller: Haramiák (r.: Csiszár Imre, 1999)
Arthur Miller: Az ügynök halála (r.: Sándor Pál, 2000)
Ugo Betti: Bűntény a kecskeszigeten (r.: Csiszár Imre, 2000)
Eugene O’Neill: Amerikai Elektra (r.: Tordy Géza,2000)
Örkény István: Tengertánc (Lukács József előadó estje, 2000)
Lyman Felt: Lefelé a hegyről (r.: Szántó Erika, 2001)
Arthur Miller: Az ügynök halála (r.: Ádám Tamás,  2001)
Strindberg: Az apa (r.: Ádám Tamás, 2001)
Katona József: Bánk bán (r.: Bodolay Géza, 2001)
Ibsen: Kísértetek (r.: Vincze János, 2002)
Martin Sherman: Rose – Másrészt viszont... (r.: Ilan Eldad, 2002)
Dalton Trumbo: Johnny háborúja (r.: Ilan Eldad, 2002)
Schiller: Ármány és szerelem (r.: Ádám Tamás, 2002)
Arthur Miller: Az ügynök halála (r.: Erdőss Pál, 2002)
Eugene O’Neill: Vágy a szilfák alatt (r.: Ádám Tamás, 2003)
Gautier Margit, avagy a kaméliás hölgy esete (r.: Ádám Tamás, 2003)
Ödön von Horvath: A végítélet napja (r.: Csiszár Imre, 2003)
Babits Mihály-Forgách András: Barackvirág (r.: Lengyel Pál, 2003)
Alexandre Dumas: Gautier Margit, avagy a kaméliás hölgy esete (r.: Ádám Tamás, 2003)
Thuróczy Katalin: Mátyás mesék (r.: Ádám Tamás, 2004)
Sütő András: Káin és Ábel (r.: Ádám Tamás, 2004)
Edward Albee: Nem félünk a farkastól (r.: Blaskó Balázs, 2005)
Gogol: A revizor (r.: Ádám Tamás, 2005)
Ibsen: Kísértetek (r.: Blaskó Balázs, 2006)
Gozzi: A Szarvaskirály (r.: Ádám Tamás, 2006)
Horváth Péter-Mihály Tamás: 56 csepp vér (r.: Horváth Péter, 2006)
Sólyom-Kornis-Eörsi: Angyal és Kádár (r.: Sólyom András, 2006)
Hasek: Svejk, a derék (r.: Ádám Tamás, 2007)
Jókai Mór: Az aranyember (r.: Blaskó Balázs, 2007)
Horváth Péter: Blikk (r.: Ádám Tamás, 2007)
Jack Popplewell-Robert Thomas: A szegény hekus esete a papagájjal (r.: Iglódi István, 2007)
Gogol: A őrült naplója (r. Ádám Tamás, 2008)
Mészáros Tamás: A kitaszított (r.: Mészáros Tamás, 2008.)
Stephen King: Dolores (r.: Ács János, 2008)
Nabokov: Lolita (r.: Hegyi Árpád Jutocsa, 2009)
Robert Bloch-Pozsgai Zsolt: Pszicho (r.: Pozsgai Zsolt, 2009)
Boris Vian: Mindenkit megnyúzunk (r. Kiss Csaba, 2009)
Hasek: Svejk (r.: Szegvári Menyhért, 2009)
Marlowe: Dr. Faustus (r.: Káel Csaba, 2010)
Székely Lili-Fábri Péter: Látogatók (r.: Blaskó Balázs, 2010)